# Barlay Ö. Szabolcs
Barlay Ödön Szabolcs (Kassa, 1919. október 31. – Székesfehérvár, 2018. július 8.) ciszterci szerzetes, paptanár, irodalom- és egyháztörténész, bölcsész doktor, cserkészvezető, a történelemtudományok kandidátusa (1988).

## Életpályája
1944. május 17-én Mindszenty József szentelte pappá. 1945 novemberétől a római állami egyetem ösztöndíjasa, majd Mindszenty József másodtitkára. 1948-ban magyar–olasz szakon szerzett diplomát a Eötvös Loránd Tudományegyetemen. A fiatalok „földalatti” oktatásával foglalkozott, ezért a kommunista diktatúra kitiltotta az ország összes iskolájából, megfosztotta papi szolgálatától. Államellenes összeesküvés vádjával 1958-ban és 1961-ben letartóztatták, többévnyi börtön után amnesztiával szabadult. 1951–1983 között papi tevékenységet nem végezhetett. Megnősült, három gyermeke született, később egyházi engedéllyel visszalépett klerikusi státuszba. 1994-től Székesfehérvárott lakott. Prohászka Ottokár életének kutatója.
Rubinmiséjét 2014-ben mutatta be a székesfehérvári ciszterci templomban. Egyház- és irodalomtörténészként számos könyve jelent meg. Az MTA nagydoktora (1994), a Reneszánszkutató Csoport tagja. 2004-től a Professzorok Batthyány Körének tagja.

## Könyvei
- Romon virág. Fejezetek a Mohács utáni reneszánszról; Gondolat, Bp., 1986
- "Végtelen irgalmú, ó Te nagyhatalmú Isten...". Balassi Bálint, az istenkereső istenes verseit és prózáját elemzi Barlay Ö. Szabolcs; Barlay Ö. Sz., Bp., 1992
- Krisztus agóniája bennünk. Meditációk a szenvedésről; ill. Miletics Katalin Janka, fotó Hapák József; Bencés, Pannonhalma, 1993
- Találkozások Jézussal. Bibliai lélekelemzések; Barlay Ö. Sz., Bp., 1994
- Prohászka-dolgozatok. Életrajzi adattár (PÉA). Szemináriumi műhelymunka, szövegelemzések, előtanulmányok; Barlay Ö. Szabolcs, Székesfehérvár, 1996
- Vallomások könyve; 1997–2009
  - 1. Ki nekem Krisztus? Miért vagyok keresztény?; Panax, Bp., 1997
  - 2. Édesanyánk az egyház; Prohászka, Székesfehérvár, 2001
  - 3. "Ha szeretet nincs bennem, mit sem érek". Elmélkedések a szeretetről; Prohászka, Székesfehérvár, 2003
  - 4. Miatyánk / Prohászka, a szeretet szentje; Prohászka Baráti Kör, Székesfehérvár, 2009
- Fiatal magyarság. A csodaszarvas nyomában; szerk. Barlay Ö. Szabolcs, ill. Márton Lajos; MCSSZ IV. Kerülete, Székesfehérvár, 1999
- Prohászka, az alkotó; Vörösmarty Társaság, Székesfehérvár, 2000
- Názáretből Betlehembe. Útikalauz advent minden napjára; Prohászka, Székesfehérvár, 2001
- Prohászka szobor ledöntése, 1947; Prohászka, Székesfehérvár, 2002
- Hitvédelem és hazaszeretet Prohászkánál; Prohászka, Székesfehérvár, 2003 (Írások Prohászkáról)
- Álarc nélkül. Négyszemközt nyugat álprófétáival. Világnézeti figyelő. 1. Jean Jaques Rousseau; szerk. Barlay Ö. Szabolcs; Pohászka, Székesfehérvár, 2004
- Álarc nélkül. Négyszemközt a nyugat prófétáival. Rousseau, Tolsztoj, Brecht, Hemingway, Marx; szerk. Barlay Ö. Szabolcs; Barlay Ö. Sz., Székesfehérvár, 2005 (Világnézeti figyelő)
- Csobánkai napló. Norberta nővér feljegyzései Prohászkáról, 1907–1927; szerk. Barlay Ö. Szabolcs; magánkiadás, Székesfehérvár, 2005
- "Isten akar valamit tőlem". Prohászka, az alkotó; 2. kiad.; Barlay Ö. Szabolcs, Székesfehérvár, 2005
- A poézis teológiája. Irodalmi sarok. Váci, Vörösmarty, Reményik, Babits, Kosztolányi, József A., Wass, Mécs; Prohászka Baráti Kör, Székesfehérvár, 2007 (Világnézeti figyelő)
- Ady Istene; Prohászka Baráti Kör, Székesfehérvár, 2007 (Világnézeti figyelő)
- Kosztolányi Istene; Prohászka Baráti Kör, Székesfehérvár, 2008 (Világnézeti figyelő)
- Prohászka Ottokár életének titka; Prohászka Baráti Kör, Székesfehérvár, 2008
- Vörösmarty Mihály; Prohászka Baráti Kör, Székesfehérvár, 2008 (Világnézeti figyelő)
- Balassi Bálint Istene; Prohászka Baráti Kör, Székesfehérvár, 2009 (Világnézeti figyelő)
- "Magunkba le". Reményik Sándor; Prohászka Baráti Kör, Székesfehérvár, 2009 (Világnézeti figyelő)
- Adjátok vissza vasárnapjainkat. Ellesett pillanatok. Gondolatok vasárnapról vasárnapra. 2010 "C" év; Prohászka Baráti Kör, Székesfehérvár, 2010
- Adjátok vissza vasárnapjainkat. Ellesett pillanatok. Gondolatok vasárnapról vasárnapra. "A" év; Prohászka Baráti Kör, Székesfehérvár, 2011
- "...és az üstökös eltűnt szemünk elől". Prohászka életének utolsó hónapjai; Prohászka Baráti Kör, Székesfehérvár, 2011 (Írások Prohászkáról)
- Ó én édes hazám, te jó Magyarország. Romon virág. Fejezetek a Mohács utáni reneszánszból; 3. kiad.; Barlay Ö. Szabolcs, Székesfehérvár, 2011
- Lelkigyakorlat egy sátáni vírus ellen. Iránytű lelkivezetőknek és vezetetteknek; Prohászka Baráti Kör, Székesfehérvár, 2012
- A költészet teológiája; Prohászka Baráti Kör, Székesfehérvár, 2012
  - 1. Balassi Bálint, Vörösmarty Mihály, Ady Endre, Kosztolányi Dezső
  - 2. Babits Mihály, József Attila, Reményik Sándor, Mécs László
- A katedrális. Fejezetek Prohászka Ottokár életéből, 1858-1905; Szt. Gellért, Bp., 2014
- "Uram, taníts meg minket szeretni"; Prohászka Baráti Kör, Székesfehérvár, 2017

## Díjak, elismerések
- A Magyar Köztársasági Érdemrend tisztikeresztje (2001)
- Pro Civitate díj (Székesfehérvár) (2013)